# Unterrichtsklima
Unterrichtsklima ist eine besondere Form des Sozialklimas von Gruppen. 
Der Begriff Unterrichtsklima beschreibt die Qualität des Lehrer-Schüler- und Schüler-Schüler-Verhältnisses innerhalb des Schulunterrichts und ist ein vielbeachteter Bestandteil der pädagogischen Diskussion sowie Lerngegenstand in Lehrerbildungsseminaren.

## Auswirkungen
Ein positives Unterrichtsklima ist für den Erfolg jedweden Unterrichts von zentraler Bedeutung. Angst vor Misserfolgen oder fehlende gegenseitige Rücksichtnahme führen zu Blockaden oder auch zu einer zeitweiligen bzw. andauernden Verweigerung der Mitarbeit seitens der Schüler (Schulverweigerung). Das Unterrichtsklima ist ein für die Arbeit in der Schule unverzichtbarer Faktor humanen Lehrens und Lernens. Untersuchungen haben gezeigt, dass sich ein positives Unterrichtsklima leistungsfördernd auswirkt und auch Einfluss auf die Entwicklung der Persönlichkeit nach sich zieht.

## Entwicklung
Unterrichtsklima entwickelt sich in einem dynamischen, sozialen Prozess, der von vielerlei Einflüssen abhängig ist wie etwa von den Individualitäten der Lehrkräfte und Schüler, vom pädagogischen Ethos der Schule, vom Schulumfeld, vom Klassenraum und von den Fachkulturen der Unterrichtsfächer.
Das Klima nimmt somit erheblichen Einfluss auf den Lernprozess der Lernenden und auch auf die Zufriedenheit der Lehrkräfte mit ihrem Arbeitsplatz. Es wird im Wesentlichen bestimmt durch den jeweiligen Grad an  
- gegenseitiger Rücksichtnahme und Toleranz,
- verantwortungsvollem Umgang mit Personen und Gegenständen,
- zufriedener und fröhlicher Grundeinstellung,
- klar strukturierter Führung und Leitung durch den Lehrer,
- Höflichkeit und gegenseitigem Respekt,
- der Selbstachtung jedes Einzelnen
- und der Kooperationsbereitschaft der für das Unterrichtsgeschehen verantwortlichen Lehrkraft sowie der Schüler.

## Einzelbelege
1. ↑  Unterrichtsklima und Selbstwirksamkeitsdynamik, Lars Satow, 2001 in Unterrichten, Erziehen